# Октябрьский (Приютненский район)
Октя́брьский (калм. Манцин Коридор) — сельский населенный пункт в Приютненском районе Калмыкии, центр Октябрьского сельского муниципального образования.

## География
Расположен в 5 километрах к северу от озера Маныч-Гудило, у степной речки Чикалда, в 43 километрах по грейдеру к западу от села Приютное (районный центр), в 4,4 километрах к югу от посёлка Краснопартизанский (Ремонтненский район, Ростовская область).

## История
До Октябрьской революции территория современного посёлка входила в состав Сальского округа Области Войска Донского.
На карте 1905 года на месте посёлка отмечен зимник донского конезаводчика Королькова. Передача этих земель Калмыцкой автономной области связана с созданием так называемого "Манычского коридора". "Коридор" возник в связи необходимостью территориального объединения Большедербетовского улуса с создаваемой Калмыцкой автономией. Было решено сделать это объединение путём включения части территории Сальского округа Донской области в Калмыцкую область. Такой территорией стали земли, прилегавшие с севера к Манычу, к району Большого Лимана. Они составили Манычский коридор, который территориально соединил Большедербетовский улус с основной частью автономии.
В конце 1929 года на территории Манычского коридора, был организован совхоз №107 "Тангчин зянг", который дал начало современному совхозу «40  лет ВЛКСМ» Приютненского района. В годы депортации жители совхоза № 107 попали в 
Голышмановский район Тюменской области.

## Население
| 2002 | 2010 |
| ---- | ---- |
| 457  | ↘293 |

Национальный состав
Согласно результатам переписи 2002 года большинство населения посёлка составляли русские (61 %)

## Источник
- Атлас Республики Калмыкия, ФГУП "Северо-Кавказское аэрогеодезическое предприятие", Пятигорск, 2010 г., стр. 112.